# Bulbophyllum ochraceum
Bulbophyllum ochraceum là một loài phong lan thuộc chi Bulbophyllum.